# پوگانی
پوگانی (به مجاری:  Pogány) یک شهرداری در مجارستان است که در ناحیه پچ واقع شده‌است. پوگانی ۱۱٫۵۵ کیلومتر مربع مساحت و ۱٬۰۹۶ نفر جمعیت دارد.